# 下游 (生物過程)
下游工程也称生物分离工程（bioseparation），是生物工程的一个组成部分。生物化工产品通过微生物发酵过程、酶反应过程或动植物细胞大量培养获得，从上述发酵液、反应液或培养液中分离精制有关产品的过程即为下游加工过程（Downstream Processing）。传统上由一些化学工程的单元操作组成，但由于生物物质的特性，有其特殊要求，且其中的某些单元操作在一般化学工业中应用较少，所以近年来其研究领域越发接近生物工程方向。

## 特点
下游加工过程的生物产品，由于氧传递限制、细胞量和产物抑制，往往是产物浓度低的水溶液。其组分复杂，含大分子、小分子、可溶物、不可溶物和化学添加物等；产物稳定性差，易发生化学降解和微生物降解；由于培养过程分批操作导致生物变异性大。然而生物工程成品主要面向药品和食品，所以其质量要求较一般化学工程产品高。 

## 单元操作
1. 细胞回收技术（固液分离）：絮凝，离心，过滤，微过滤。
2. 细胞破碎技术：球磨，高压匀浆，化学破碎技术
3. 初步纯化技术：吸附法，离子交换，沉淀（盐析法，有机溶剂沉淀，等电点，沉淀剂），溶剂萃取，两水相萃取，超临界萃取，逆胶束萃取，膜分离技术
4. 高度纯化技术：各类层析，亲和，疏水，聚焦，离子交换，结晶法，色层分离
5. 成品加工：浓缩，除菌与热原，喷雾干燥，气流干燥，沸腾干燥，冷冻燥

## 沿革
- 传统产业（第一代）

19世纪60年代－20世纪50年代 酒精，丙酮，丁醇
- 第二代生物技术产品 20世纪40年代

抗生素，有机酸，核酸，酶制剂，单细胞蛋白
- 第三代 20世纪70年代中期

动物细胞培养
植物细胞培养
基因工程发酵产品